# Antoni III
Antoni III Estudita (en grec antic: Ἀντώνιος Γ´ Στουδίτης) va ser patriarca de Constantinoble de l'any 974 al 980.
Segons diu Lleó Diaca, Antoni hauria passat la seva joventut al monestir d'Estúdion, i d'aquí provindria el seu nom.
Va ser sincel·le del patriarca Polieucte, i se'l considerava el seu successor, però quan Polieucte va morir va ser nomenat Basili I. Va prendre possessió del patriarcat l'any 974, després de la mort de Basili recolzat per l'emperador Joan I Tsimiscés, i per raons que no es coneixen va dimitir l'any 980. Es va retirar al monestir d'Estúdion on va morir l'any 983. Va contribuir a la redacció de les vides dels sants de tota l'Església Ortodoxa.